# Station Kita-Tatsumi
Station Kita-Tatsumi (北巽駅, Kita-Tatsumi-eki) is een metrostation in de wijk Ikuno-ku, Osaka, Japan. Het wordt aangedaan door de Sennichimae-lijn.

## Treindienst

### Sennichimae-lijn(stationsnummer S23)
| 1 | ■ Sennichimae-lijn | richting Minami-Tatsumi              |
| 2 | ■ Sennichimae-lijn | richting Namba, Awaza en Nodahanshin |

## Geschiedenis
Het station werd in 1981 geopend aan de Sennichimae-lijn.

## Overig openbaar vervoer
Bussen 11, 18, 18A, 30 en 32

## Stationsomgeving
In tegenstelling tot het gebied rondom het station Shōji (het voorgaande station) is het stationsgebied veel levendiger; er bevinden zich veel restaurants en winkels.
- Life
- Jolly Pasta (restaurant)
- Kojima (elektronicawinkel)
- Yoshinoya
- Friendly (restaurant)
- Kappa Sushi (restaurant)
- Japan (voordeelwinkel)
- Kisoji (restaurant)
- Lawson
- Autoweg 479
- McDonald's

Nodahanshin · Tamagawa · Awaza · Nishi-Nagahori · Sakuragawa · Namba ·  Nippombashi · Tanimachi Kyūchōme · Tsuruhashi · Imazato · Shin-Fukae · Shōji · Kita-Tatsumi · Minami-Tatsumi